# Heraclio de Edesa
Heraclio de Edesa fue un general del imperio romano de oriente que vivió durante el siglo V. Tomó parte en la campaña contra los vándalos del año 468. Falleció asesinado en 474.

## Biografía
Según Teofanes el Confesor, nació en Edesa, provincia romana de Mesopotamia. En el año 468 por orden del emperador bizantino León I partió de Constantinopla hacia Egipto con la finalidad de reclutar tropas para la campaña contra los vándalos que habían formado un reino en el norte de África dirigido por su rey Genserico. Desembarcó en Tripolitania donde inicialmente tuvo éxito en el combate contra los vándalos, pero al producirse la derrota de Basilisco en la Batalla de Cabo Bon, se retiró a Constantinopla. En 474, durante el reinado de Zenón, alcanzó el rango de Magister militum de Tracia y se enfrentó a los godos de Teodorico Estrabón, siendo capturado en Tracia. El emperador bizantino Zenón pagó el rescate, pero murió asesinado durante el viaje de regreso a Adrianopolis.